# Dmitri Svetozarov
Dmitri Svetozarov Iosifovich (em russo Дмитрий Иосифович Светозаров) nasceu em 10 de outubro de 1951 em Leningrado, uma cidade da União Soviética (atual St. Petersburg, Rússia). Diretor de cinema.
Em 1974, graduou-se na Faculdade de Filologia da Universidade Estatal de São Petersburgo.